# Smuka
Smuka – wieś w Słowenii, w gminie Kočevje. W 2018 roku liczyła 69 mieszkańców.